# An ninh Internet
An ninh Internet là một phần của an ninh máy tính, đặc biệt liên quan đến Internet, thường liên quan đến bảo mật trình duyệt mạng nhưng cũng về an ninh mạng máy tính ở mức chung chung hơn là khi áp dụng cho các ứng dụng hoặc hệ điều hành khác. Mục tiêu của nó là thiết lập các quy tắc và biện pháp để sử dụng chống lại các cuộc tấn công trên Internet. Internet tiêu biểu cho một kênh không an toàn để trao đổi thông tin dẫn tới nguy cơ bị xâm nhập hoặc bị gian lận cao, chẳng hạn như tấn công giả mạo (phishing). Các phương pháp khác nhau đã được sử dụng để bảo vệ việc truyền dữ liệu, bao gồm mã hóa và các kỹ thuật cơ bản.

## Đe dọa

### Phần mềm độc hại
Một người dùng máy tính có thể bị lừa hoặc buộc phải tải phần mềm có ý định độc hại xuống máy tính. Phần mềm như vậy có nhiều dạng, chẳng hạn như virus, Trojan, Phần mềm gián điệp (spyware) và sâu máy tính.
- Phần mềm độc hại (malware) là bất kỳ phần mềm nào được sử dụng để phá hoại hoạt động của máy tính, thu thập thông tin nhạy cảm hoặc truy cập vào các hệ thống máy tính cá nhân. Phần mềm độc hại được xác định bởi ý định độc hại của nó, hoạt động theo ý muốn của người dùng máy tính và không bao gồm phần mềm gây ra thiệt hại không chủ ý do thiếu sót. Thuật ngữ badware đôi khi được sử dụng và áp dụng cho cả phần mềm độc hại thực và phần mềm độc hại không chủ ý.
- Một botnet là một mạng lưới các máy tính ma được điều khiển bởi một robot hoặc một bot thực hiện các hành vi độc hại quy mô lớn cho người tạo ra botnet.
- Virus máy tính là các chương trình có thể tái tạo các cấu trúc hoặc các hiệu ứng của chúng bằng cách lây nhiễm vào các tệp hoặc cấu trúc khác trên máy tính. Ứng dụng thường có của virus là để chiếm một máy tính để ăn cắp dữ liệu.
- Sâu máy tính là các chương trình có thể tự nhân bản khắp mọi nơi trong mạng máy tính, thực hiện các tác vụ độc hại.
- Mã độc tống tiền (Ransomware) là một loại phần mềm độc hại hạn chế việc truy cập vào hệ thống máy tính mà nó lây nhiễm và yêu cầu một khoản tiền chuộc trả cho người tạo ra phần mềm độc hại để loại bỏ việc hạn chế.
- Scareware là phần mềm lừa đảo, thường có lợi ích hạn chế hoặc không có, bán cho người tiêu dùng thông qua các hoạt động tiếp thị phi đạo đức nhất định. Cách tiếp cận bán hàng sử dụng lừa đảo phi kỹ thuật để gây sốc, lo lắng, hoặc nhận thức về một mối đe dọa, thường hướng vào một người dùng không nghi ngờ.
- Phần mềm gián điệp đề cập đến các chương trình giám sát lén lút hoạt động trên hệ thống máy tính và báo cáo thông tin đó cho người khác mà không có sự đồng ý của người dùng.
- Trojan horse, thường được gọi là Trojan, là thuật ngữ chung cho phần mềm độc hại giả vờ là vô hại, do đó người dùng sẵn sàng cho phép nó được tải xuống máy tính.